# Skör nervmossa
Skör nervmossa (Campylopus fragilis) är en bladmossart som beskrevs av Bruch och W. P. Schimper in B.S.G. 1847. Skör nervmossa ingår i släktet nervmossor, och familjen Dicranaceae. Arten är reproducerande i Sverige. Inga underarter finns listade i Catalogue of Life.

## Bildgalleri

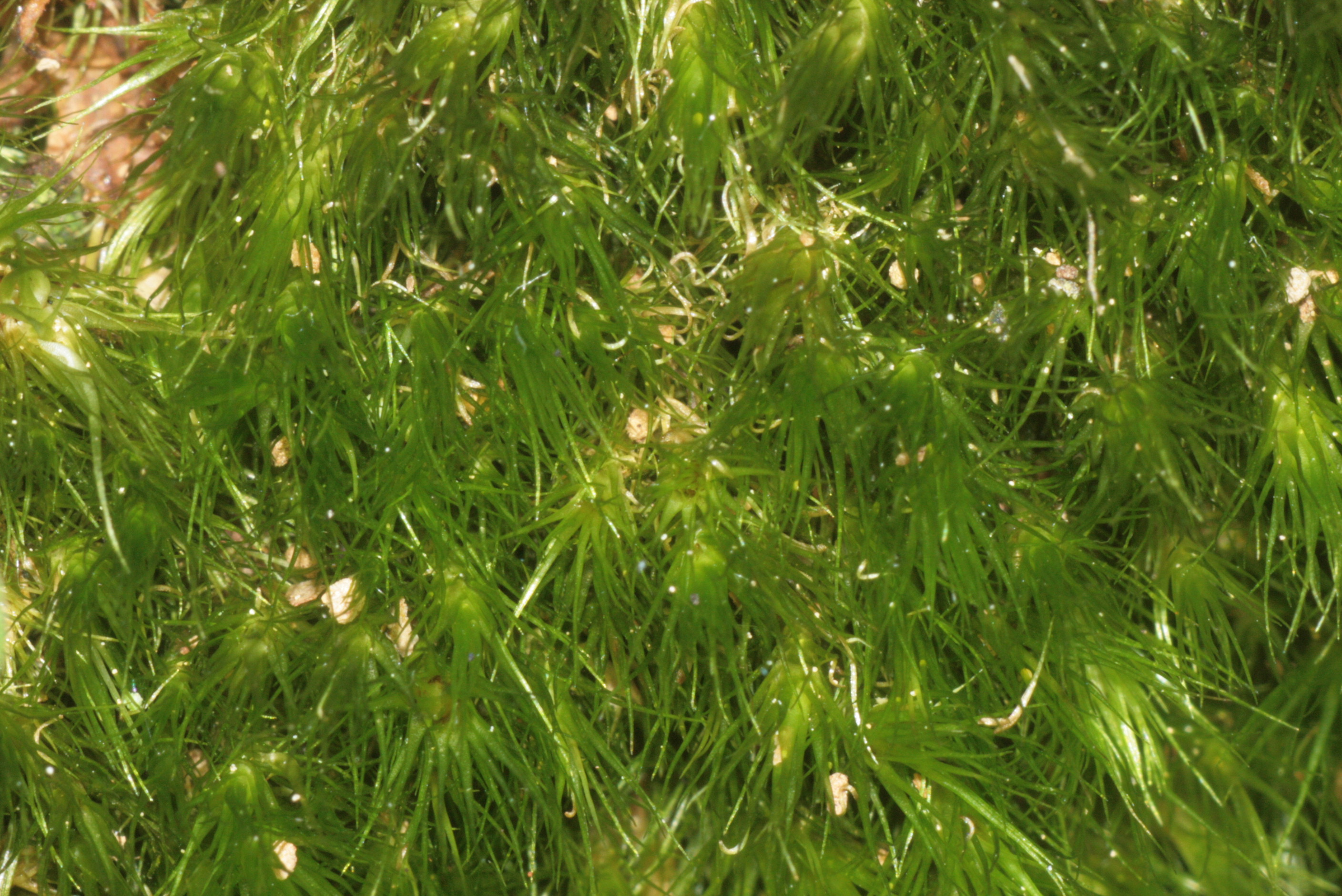
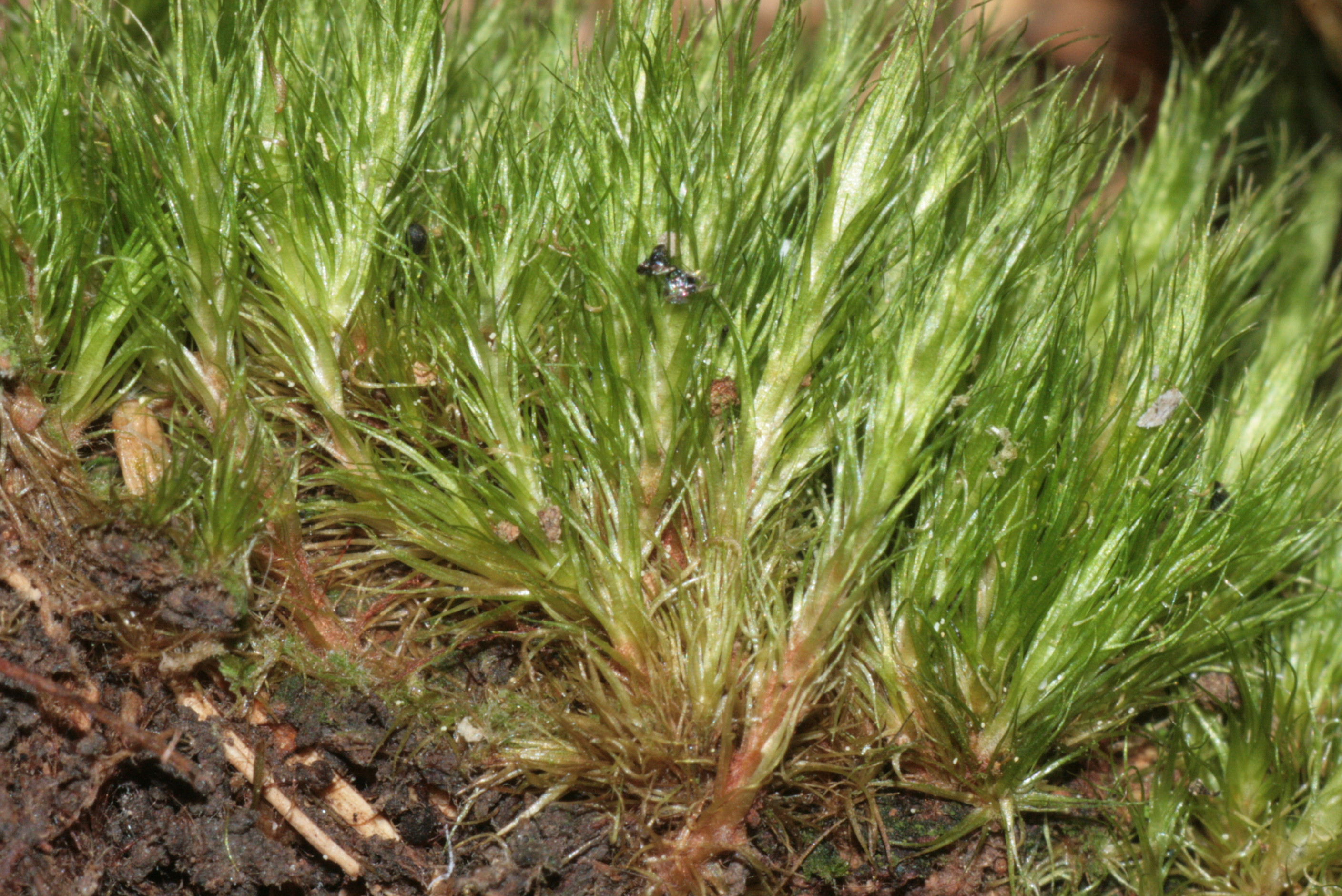
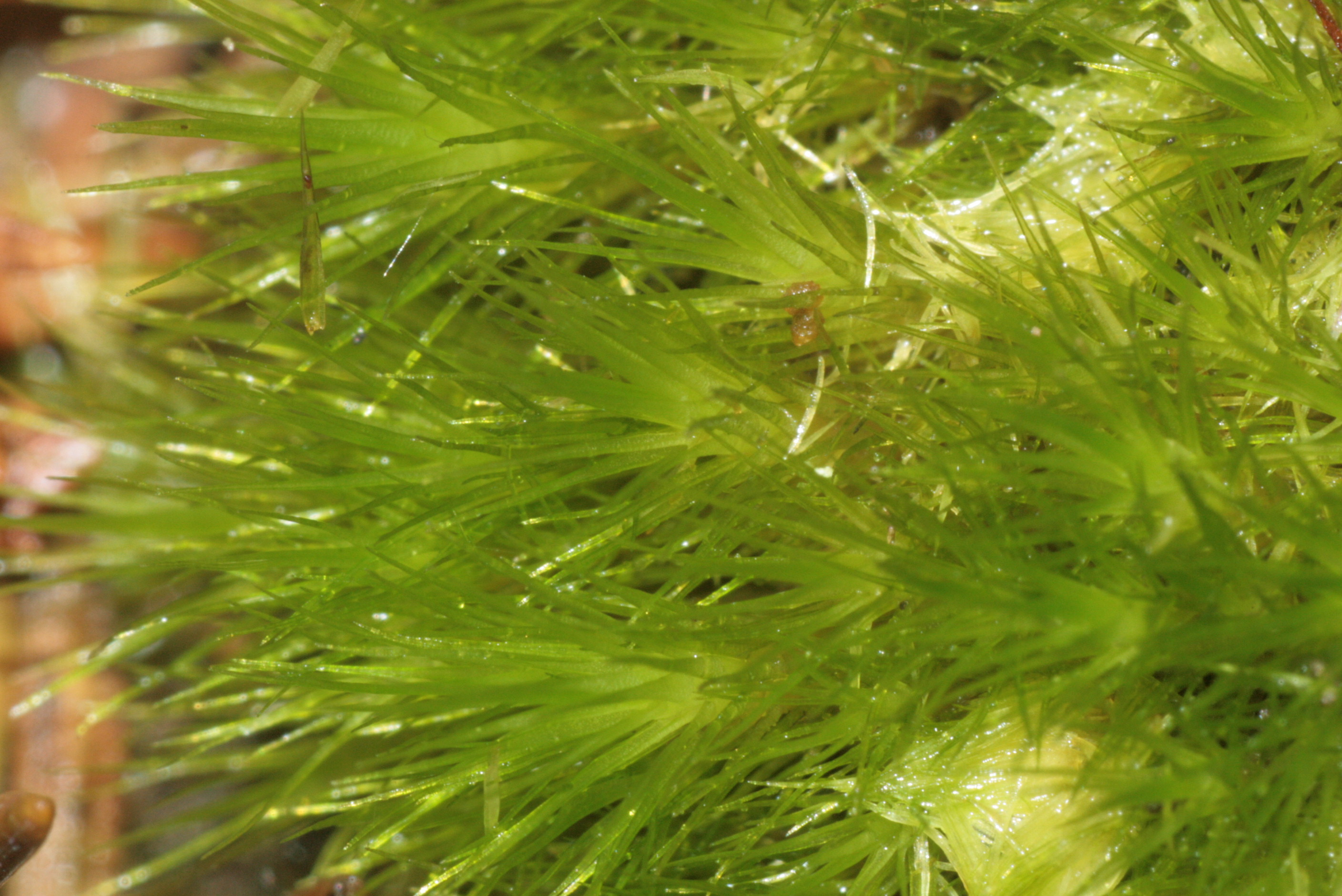
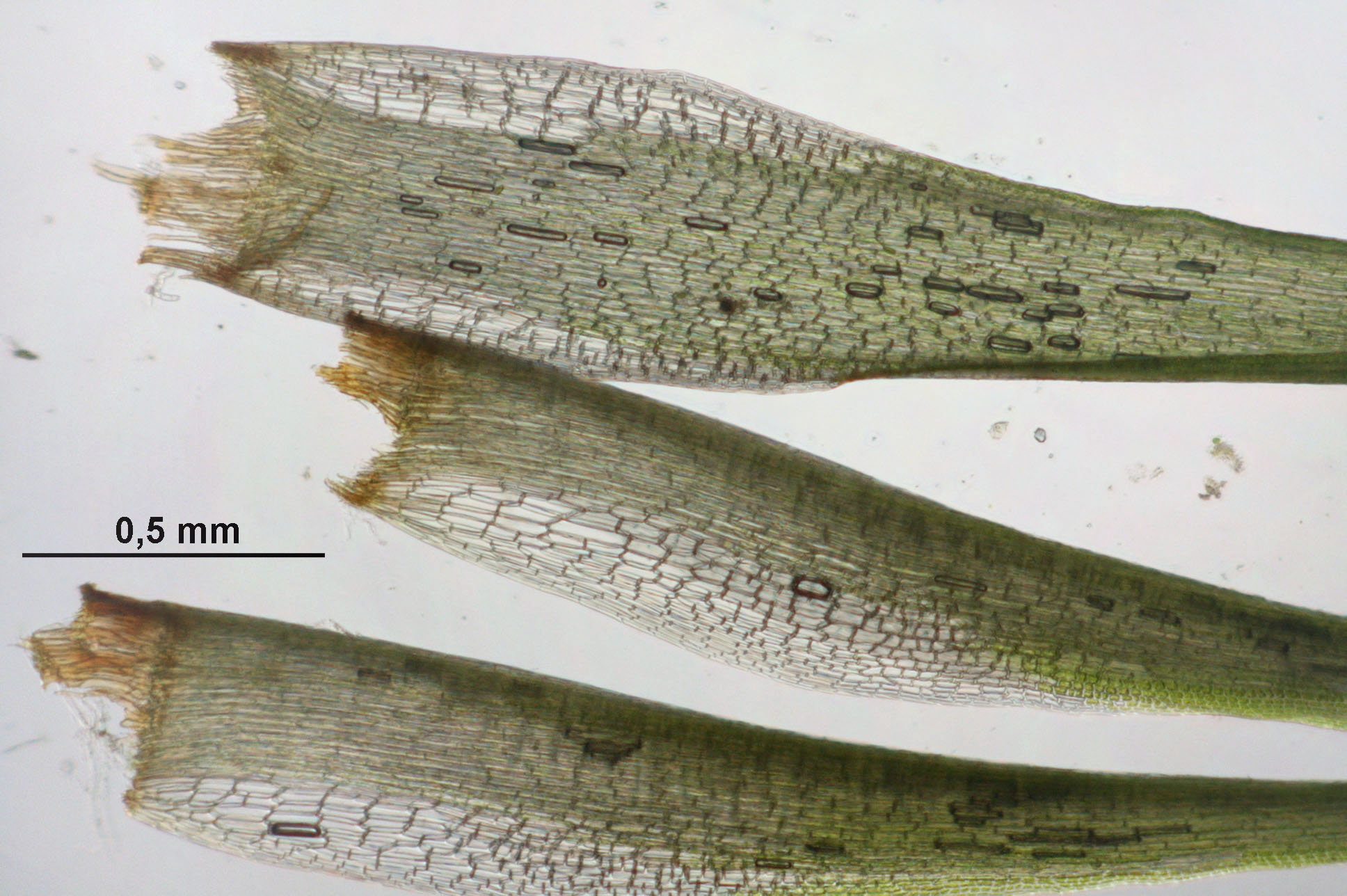
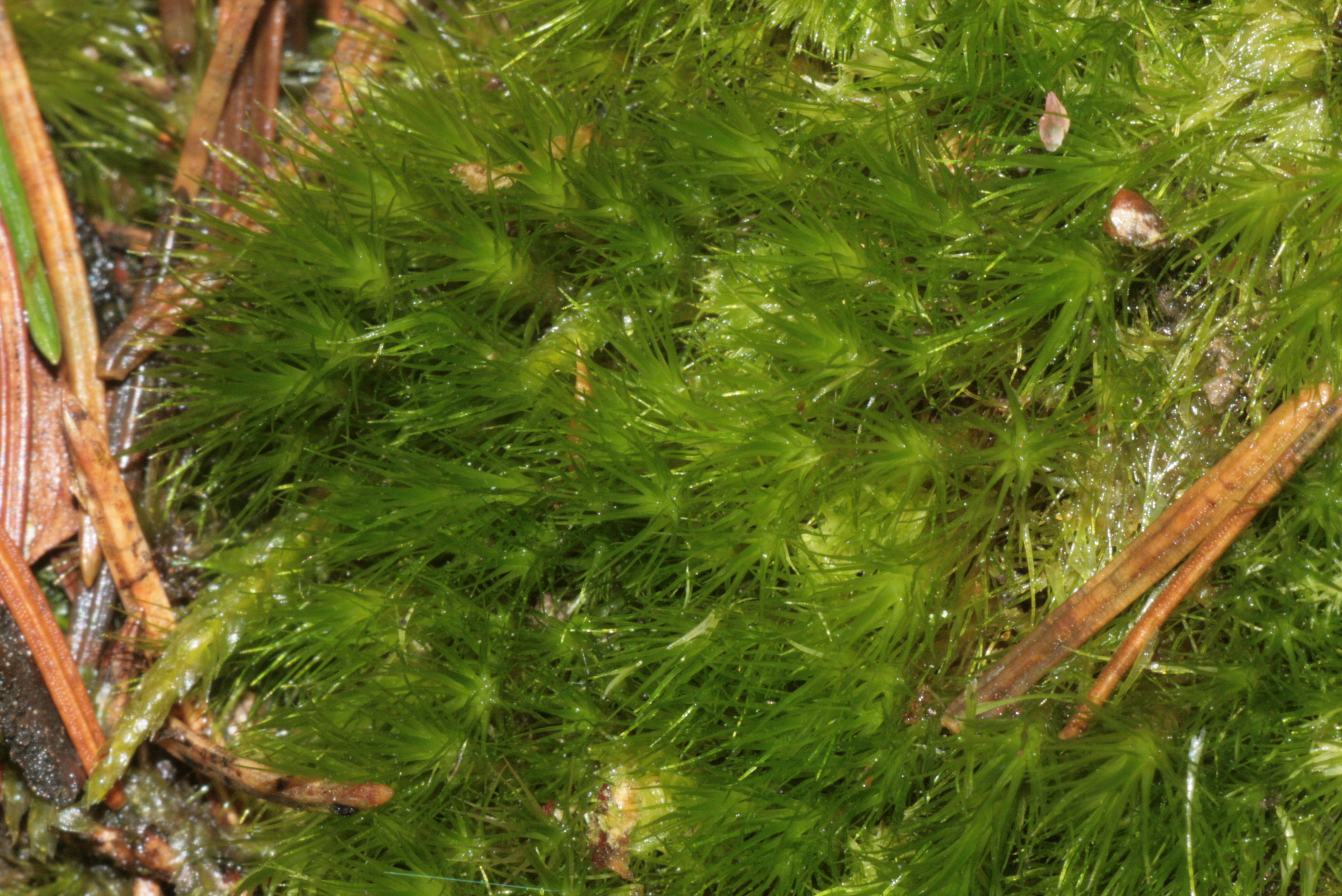
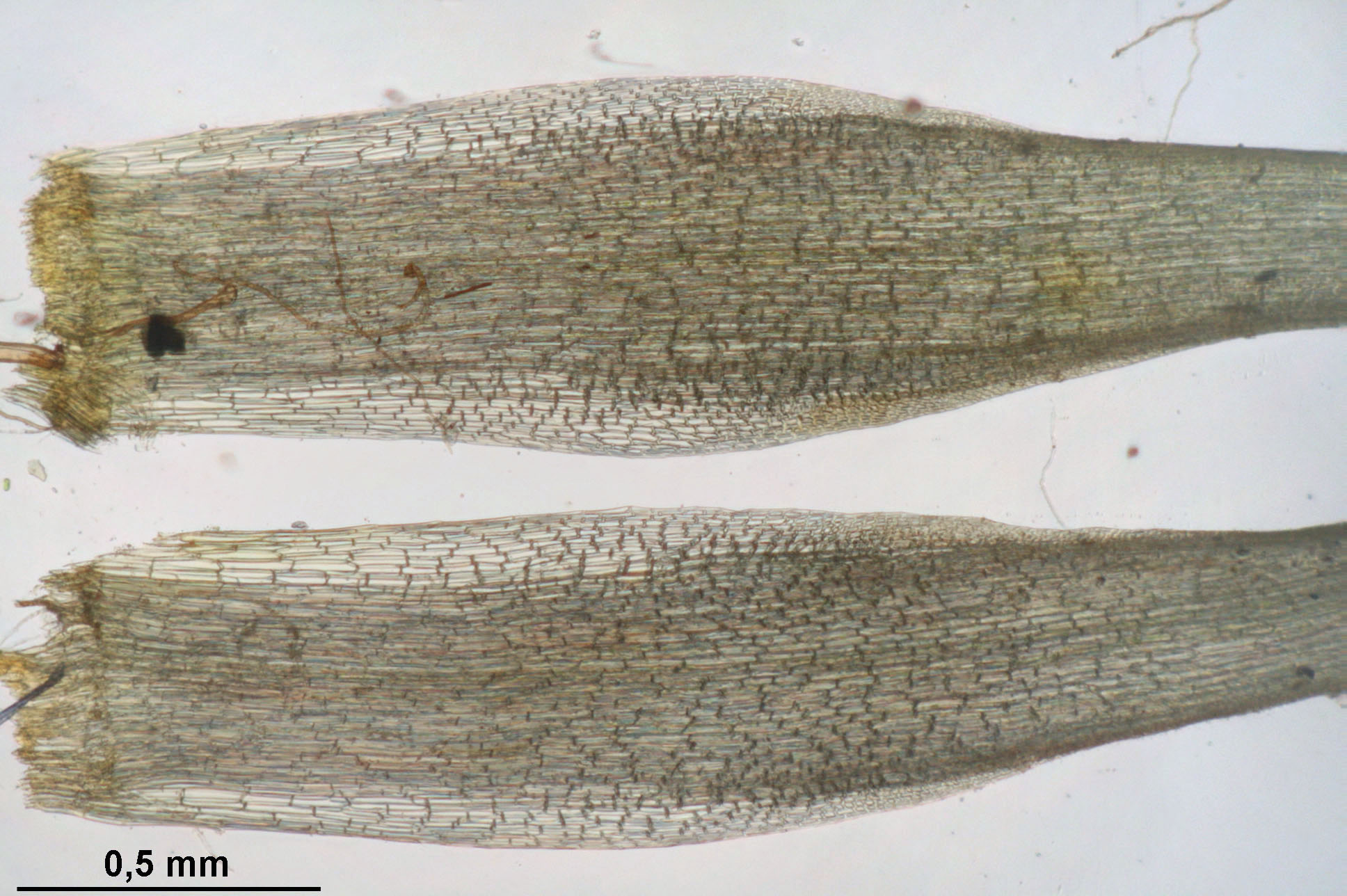